# Louis Moilliet
Dr. Louis Moilliet (nascido em 6 de outubro de 1880 em Bärn; falecido em 24 de agosto de 1962 em Vevey) é um artista suíço.

## Vida
Dr. Moilliet estudou em Düsseldorf, Weimar e mais tarde na master class de Leopold von Kalckreuth na Stuttgart Academy. Fez viagens de estudo a Roma (1907) e à Tunísia (1908). Em 1909 conheceu August Macke e tornou-se amigo íntimo dele. De 1909 a 1910 ele retornou à Tunísia. Em 1910 tornou-se a pianista Hélène Gobat. Em outubro de 1911 ele visitou seu amigo Paul Klee em Munique, onde conheceu os pintores do "Blue Rider", Wassily Kandinsky e Franz Marc. Em 1914, Moilliet foi para a Tunísia com um Klee e um Macke, onde os três se inspiraram espiritualmente em sua pintura em aquarela. Em 1916 sua esposa morreu. No verão de 1920, ele visitou o Dr. Hermann Hesse em Tessin, onde atuou como modelo para Mooler Louis no último verão de Klingsor. Ele ilustrou um texto para um Hesse. Entre 1919 e 1921 viajou para Marrocos, Argélia e Tunísia. Em 1923 só pintava a óleo mas fazia aguarelas e leques de vidro pintados.
A partir de 1950, Moilliet viveu em La Tour-de-Peilz, um subúrbio de Vevey, onde morreu em 1962, aos 82 anos.